# Axel Julien
Axel Philippe Jean Julien (Saint-Tropez, 27 luglio 1992) è un cestista francese.

## Carriera
Cresciuto nelle giovanili del Hyères-Toulon Var Basket, dal 2009 è stabilmente in prima squadra; ha esordito in Pro A nella stagione 2010-2011.
Con la Francia under 20 ha vinto la medaglia d'argento ai FIBA EuroBasket Under-20 2012.

## Palmarès
- Leaders Cup: 1

Digione: 2020